# Zephyropsyche
Zephyropsyche är ett släkte av nattsländor. Zephyropsyche ingår i familjen kantrörsnattsländor.
Kladogram enligt Catalogue of Life:
| Zephyropsyche | \| \| Zephyropsyche schmidi \| \| \| \| \| \| Zephyropsyche weaveri \| \| \| \| |
|               | \| \| Zephyropsyche schmidi \| \| \| \| \| \| Zephyropsyche weaveri \| \| \| \| |
|               | Zephyropsyche schmidi                                                           |
|               |                                                                                 |
|               | Zephyropsyche weaveri                                                           |
|               |                                                                                 |